# Sverker Johansson

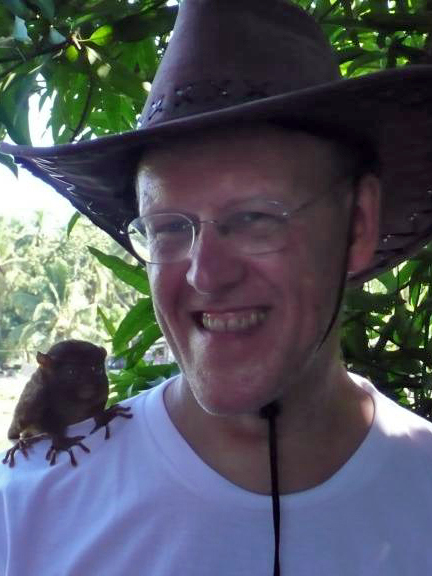
Sverker Johansson (2008)

Lars Sverker Johansson (* 26. Mai 1961 in Lund, Südschweden) ist ein schwedischer Physiker, Linguist, Fachbuchautor, Hochschullehrer und Beiträger zum Online-Enzyklopädieprojekt Wikipedia.

## Leben und Wirken
Sverker Johansson studierte von 1979 bis 1982 technische Physik an der Universität Lund. 1982 wechselte er zur Universität Göteborg und schloss das Studium im Jahr 1984 als  Bachelor of Business Administration ab. 1982/83 leistete Sverker den Grundwehrdienst in Eksjö ab. Er nahm an Forschungen über Teilchenphysik und Teilchenbeschleunigung am Super Proton Synchrotron (SPS) und am Großen Elektron-Positron-Speicherring (LEP) sowie beim Helios (NA34)-Experiment am CERN teil. Ende Mai 1990 wurde Sverker an der Universität Lund mit seiner Dissertation A study of μμ and eμ-pairs produced in 450 GeV/c p-Be-collisions in HELIOS, and software development for DELPHI zum Doktor (Ph. D.) promoviert.
Mit einem Stipendium des Manne Siegbahn-Instituts forschte er von November 1990 bis Juni 1992 auf dem Gebiet der Neutrinoastronomie und war bei der Auswertung der Daten des AMANDA-„Teleskops“ beteiligt.
Nach dem Umzug nach Jönköping im Jahr 1992 widmete er sich den Sprachwissenschaften und forschte über den Ursprung der Sprachen (Biolinguistik) sowie den Third-Faktor nach Noam Chomsky. Sein 2005 veröffentlichtes Buch Origins of language. Constraints on hypotheses. Converging evidence in language and communication research wurde in linguistischen Fachzeitschriften und im American Scientist rezensiert. Von 2007 bis 2012 war er als Projektmanager bei Consortium for Intercultural Reflective Teachers (CIRT) an der University of Chichester im südenglischen Chichester und an der Pennsylvania State University (PSU) abgeordnet. In den Jahren 2009 bis Mai 2013 wurde er fünfmal von der Universität Jönköping als Projektmanager an die private Universität von San Carlos (USC) in Cebu City auf den Philippinen delegiert. Dort lernte er seine spätere Ehefrau kennen.
Das Studium im Fach Linguistik an der Universität Lund schloss er im Jahr 2012 als Master of Arts (M. A.) ab. Mit dem Aufsatz The case for Neandertaler language – How strong is it? stellte er im Jahr 2012 in Kyoto die Theorie dar, dass Neandertaler mittels einer Sprache kommunizierten. Von 2003 bis 2014 war er Prodekan (Deputy Dean) an der Hochschule für Bildung und Kommunikation (Högskolan för Lärande och Kommunikation HLK) an der Universität Jönköping. Seit 2014 ist er Leiter des Amtes für Bildung und Forschung an der Hochschule Dalarna.

## Wikipedia
Sverker Johansson ist seit dem Jahr 2007 Beiträger und seit 2010 Administrator bei der schwedischsprachigen Wikipedia. Als Softwareentwickler schrieb er 2009 Algorithmen für den Lsjbot, einen Bot, der am 26. August 2010 bei der Wáray-Wáray-Wikipedia die 100.000-Artikel-Marke erreichte. Im Winter 2011/12 entwickelte er an der Hochschule Dalarna den Lsjbot weiter, mit dem in der schwedisch-, Cebuano- und Wáray-Wáray-sprachigen Wikipedia seit 2009 über drei Millionen Artikelneuanlagen durchgeführt wurden. Hierbei wurden aus Datenbanken wie dem Catalogue of Life automatisch Daten extrahiert, in ein vorgegebenes Grundgerüst integriert und daraus Miniaturartikel, sogenannte Stubs, generiert. Über Sverker und seinen Bot wurde im Sommer 2014 international weithin berichtet. Der australische Sydney Herald verglich die Leistungen Johanssons mit dem automatisiert Bücher schreibenden Philip M. Parker.

## Schriften (Auswahl)
- Operativsystemets grunder. (dt. Grundlagen des Betriebssystems). Studentlitteratur, Lund 1989, ISBN 91-44-25911-5 (schwedisch).
- A study of μμ and eμ-pairs produced in 450 GeV/c p-Be-collisions in HELIOS, and software development for DELPHI. Dissertation, Universität Lund, Lund 1990 (englisch).
- Datorns tekniska uppbyggnad. (dt. Struktur der Computertechnik) 1992 (schwedisch).
- Från ostkupan till den stora smällen (dt. Von Käseglocke zum Urknall). Jönköping University Press, Jönköping 2004, ISBN 91-973120-9-6 (schwedisch).
- Origins of language. Constraints on hypotheses. Converging evidence in language and communication research. John Benjamins Pub., Amsterdam 2005, ISBN 90-272-3891-X (englisch).
- mit Olle Östklint, Elsie Anderberg: Fysik för lärare. (dt. Physik für Lehrer). Lehrbuch, Lund 2012, ISBN 978-91-44-07665-2 (schwedisch).
- The dawn of language: the story of how we came to talk. Quercus, London 2021, ISBN 9781529411393.